# Brief des Ignatius an Polykarp

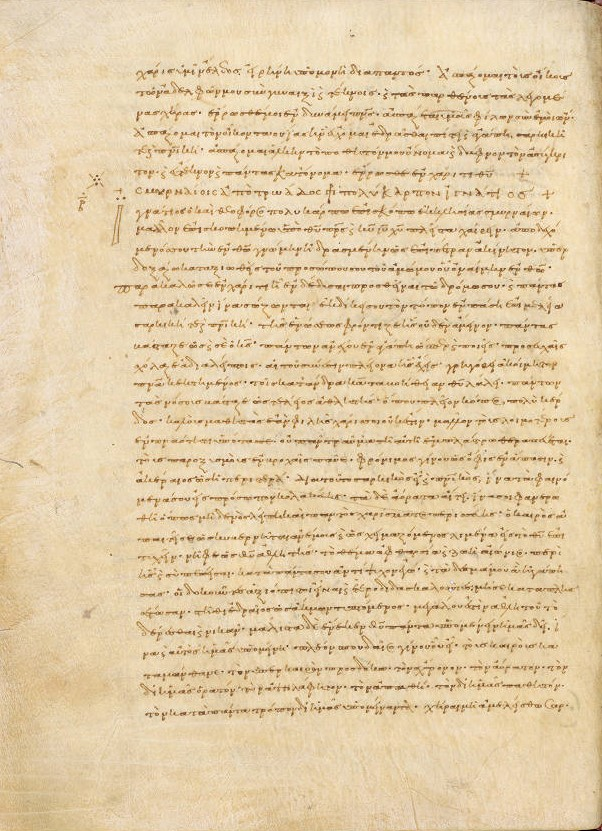
Brief des Ignatius an Polykarp im Codex Mediceo-Laurentianus 57,7, fol. 243v

Der Brief des Ignatius an Polykarp (abgekürzt IgnPol) ist ein in koine-griechischer Sprache verfasstes Schreiben des Ignatius von Antiochia an Polykarp von Smyrna. Es wird zu den sieben Ignatiusbriefen der mittleren Rezension gerechnet. Seit dem 17. Jahrhundert werden die Ignatiusbriefe auch zur Schriftengruppe der Apostolischen Väter gezählt.
Die Frage der Echtheit und Datierung muss für alle Ignatiusbriefe zusammengenommen diskutiert werden; hier besteht kein Konsens der Forschung. Die Datierung der in den Briefen geschilderten Ereignisse ist nicht ganz sicher; in der Regel werden sie in die zweite Hälfte der Regierungszeit Kaiser Trajans verortet. Die Briefe selbst werden konventionell in das frühe 2. Jahrhundert datiert, was aber nicht gesichert ist. 

## Inhalt
Nach dem Präskript beginnt der Verfasser mit einem Lob Polykarps (IgnPol 1,1) und mahnt ihn, seinem Bischofsamt gerecht zu werden (IgnPol 1,2–3,2). Abschließend verbindet Ignatius zu seiner Zeit gängige, philosophisch geprägte Aussagen über die Transzendenz der Gottheit mit seiner Offenbarungschristologie: „Warte auf den, der über der Zeit ist, den Zeitlosen, den Unsichtbaren, der um unseretwillen sichtbar wurde, den Ungreifbaren, den Leidensunfähigen, der um unseretwillen leidensfähig wurde, den, der in jeder Hinsicht um unseretwillen erduldet hat.“
In IgnPol 4–5 schließen sich in lockerer Folge Mahnungen verschiedener Art an; hier geht der Verfasser auch auf das Thema Sklavenhaltung ein: „Sklaven und Sklavinnen behandle nicht von oben herab. Aber auch sie sollen nicht hochmütig sein, sondern zur Ehre Gottes noch mehr Sklavendienst leisten, damit sie eine bessere Freiheit von Gott erlangen. Sie sollen nicht darauf brennen, auf Gemeindekosten frei zu werden, damit sie nicht als Sklaven der Begierde erfunden werden.“ Für Hartmut Leppin zeigt sich in diesen Ausführungen eine Gratwanderung: Das antike System der Sklaverei beruhte auf Angst, so dass der kurze Hinweis, Sklaven respektvoll zu behandeln, mit längeren Appellen an die Sklaven, dem christlichen Herrn umso eifriger zu dienen, aufgewogen werden muss – was die Interessen des christlichen Sklavenbesitzers religiös überhöhte. Von Sklavenfreikauf durch die Gemeinde liest man selten, so dass eine solche Praxis wohl die Ausnahme war. Polykarp soll Ehepartnern zureden, einander zu lieben; wer sich im ehelosen Leben bewährt, soll in der Ortskirche nicht mehr Prestige beanspruchen als der Bischof. Heiratswillige Männer und Frauen sollen „die Einigung mit Zustimmung des Bischofs … vollziehen“ (IgnPol 5,2), was nach Henning Paulsen nicht nur heißt, dass die Erlaubnis des Ortsbischof eingeholt wird, sondern dass er bei der Eheschließung anwesend sein soll.
Ab IgnPol 6,1 ist die Ortskirche von Smyrna angesprochen; der Verfasser wirbt für den Monepiskopat: „Haltet euch zum Bischof, damit sich auch Gott zu euch hält. Lösegeld bin ich für die, die sich dem Bischof, den Presbytern, den Diakonen unterordnen.“
In IgnPol 7–8 kommt die (reale oder fingierte) Abfassungssituation des Briefs in den Blick: Der Gefangenentransport des Ignatius wird demnach unerwartet schnell von der kleinasiatischen Hafenstadt Troas zu einer Seereise nach Neapolis, dem Hafen von Philippi, aufbrechen. Sein Weitertransport auf der Via Egnatia Richtung Rom steht bevor. Er kann nicht mehr zu allen Ortskirchen in Kontakt treten; dies soll vielmehr Polykarp für ihn übernehmen. Er soll einen von der Ortskirche in Smyrna bestimmten, zuverlässigen Boten nach Syrien (d. h. wohl Antiochia) senden, wo wieder Frieden eingekehrt ist. „Gemeint ist wohl das Ende der Verfolgungen …, denen Ignatius selbst seine Verhaftung und Überstellung nach Rom verdankt, doch sind auch damit zusammenhängende innergemeindliche Verwerfungen denkbar.“ Außerdem soll Polykarp im Sinne des Ignatius selbst Briefe an andere Ortskirchen verfassen. Der Brief an Polykarp schließt mit Grüßen und guten Wünschen.

## Der Brief an Polykarp im Kontext der Ignatiusbriefe

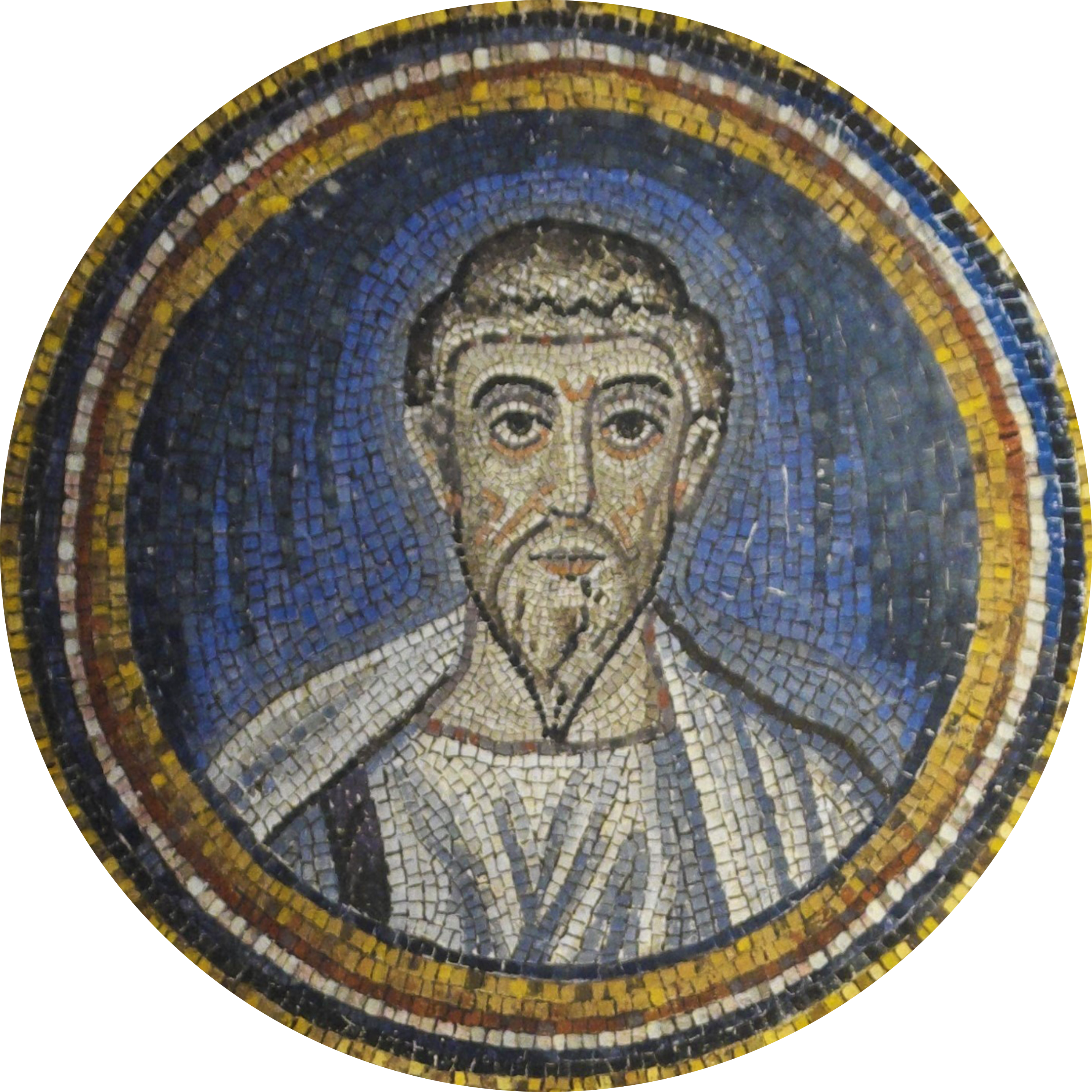
Mosaik-Medaillon des Polykarp von Smyrna (Erzbischöfliche Kapelle in Ravenna, 6. Jahrhundert)

Unabhängig davon, ob die sieben Ignatiusbriefe der mittleren Rezension echte Briefe der historischen Persönlichkeit Ignatius von Antiochia sind oder Fiktion, entwerfen sie einen literarischen Raum und nehmen den Leser mit auf eine weite Reise vom syrischen Antiochia bis nach Rom. Zwischen diesen beiden Metropolen, die zugleich Zentren des frühen Christentums waren, liegt Kleinasien, „dessen lockere städtische Struktur durch den reisenden Ignatios und durch hin- und hereilende Boten, die  Briefe überbringen und empfangen, erfahren und dem Rezipienten vermittelt wird.“ Antiochia und Rom sind in der Welt der Ignatiusbriefe negativ konnotiert: einerseits die Stadt des Todesurteils, andererseits die Stadt der Hinrichtung. In Rom erwartet Ignatios nur, von wilden Tieren zerfleischt zu werden – nichts werde von ihm übrig bleiben. Die Ignatiusbriefe werten Smyrna als neues christliches Zentrum auf: Smyrna geben vier der sieben Ignatiusbriefe als Abfassungsort an, ein weiterer Brief ist an die Ortskirche in Smyrna gerichtet. Hier residiert Polykarp unangefochten als Ortsbischof. An ihn ist der einzige Privatbrief unter den Ignatianen adressiert, und in IgnPol 8,1 wird er zum Nachfolger des Ignatius bestimmt. Der Brief des Polykarp an die Philipper zeigt dann, dass das literarische Erbe des Märtyrers Ignatius bei Polykarp in guten Händen ist. Denn dieser hat nicht nur die an ihn selbst und an die Ortskirche von Smyrna gerichteten Briefe zur Verfügung, sondern auch Abschriften der anderen Briefe.

## Textüberlieferung
Der Brief des Ignatius an Polykarp ist in drei verschiedenen Fassungen handschriftlich überliefert. Diese stimmen allerdings nur grob mit den von der Ignatiusforschung seit den Arbeiten von Joseph Barber Lightfoot und Theodor Zahn angenommenen drei Rezensionen überein; die alten Übersetzungen und die Ignatius-Zitate bei anderen altkirchlichen Schriftstellern werden bei der Feststellung des Textes nämlich ebenfalls berücksichtigt. Während die kürzere Rezension als Exzerpt gilt und die längere Rezension als interpoliert gilt, besteht weitgehender Konsens, dass die mittlere Rezension die älteste erreichbare Gestalt der Ignatiusbriefe bietet. In griechischer Sprache liegt IgnPol in dieser mittleren Rezension nur einmal handschriftlich vor (Foto): im Codex Mediceo-Laurentianus 57,7 aus dem 11. Jahrhundert unter dem Titel Σμυρναίοις ἀπὸ Τρωάδος πρὸς Πολύκαρπον Ἰγνάτιος.
Die längere Rezension ist handschriftlich weit besser bezeugt. Für den griechischen Text stehen mehr als zehn Handschriften zur Verfügung; der Codex Monacensis graecus 394 (10. oder 11. Jahrhundert) ist von besonderer Bedeutung. Die lateinische Übersetzung wurde 1498 gedruckt, die Erstausgabe des griechischen Textes erschien 1557 in Dillingen. Bis James Ussher 1644 die Echtheit der Ignatiusbriefe in Frage stellte, galten die Briefe in der längeren Rezension unhinterfragt als die authentischen Schriften des Ignatius und damit als Zeugnisse der apostolischen Zeit. Die Diskussion um die Echtheit war kontroverstheologisch eingefärbt. Seitdem aber Lightfoot und Zahn den Brieftext der mittleren Rezension festgestellt hatten, verlor die längere Rezension sehr stark an Interesse. Der Fälscher (Pseudo-Ignatius) schrieb wohl im 4. Jahrhundert mehrere Briefe neu und interpolierte die ihm vorliegenden Ignatiusbriefe der mittleren Rezension. Der Brief an Polykarp zeigt vergleichsweise wenige Bearbeitungsspuren.

## Textausgabe und Übersetzung
- Die Apostolischen Väter. Griechisch-deutsche Parallelausgabe auf der Grundlage der Ausgaben von Franz Xaver Funk / Karl Bihlmeyer und Molly Whittaker. Mit Übersetzungen von Martin Dibelius und Dietrich-Alex Koch. Neu übersetzt und herausgegeben von Andreas Lindemann und Henning Paulsen. Mohr Siebeck, Tübingen 1995.